# Takht-e Golzār
Takht-e Golzār (persiska: تخت گلزار, Pā-ye Takht-e Golzār) är en ort i Iran.   Den ligger i provinsen Khuzestan, i den västra delen av landet, 400 km sydväst om huvudstaden Teheran. Takht-e Golzār ligger 879 meter över havet och antalet invånare är 143.
Terrängen runt Takht-e Golzār är huvudsakligen kuperad, men norrut är den bergig. Terrängen runt Takht-e Golzār sluttar söderut.Runt Takht-e Golzār är det ganska tätbefolkat, med 72 invånare per kvadratkilometer. Närmaste större samhälle är Jūrvand, 6,4 km öster om Takht-e Golzār. Omgivningarna runt Takht-e Golzār är i huvudsak ett öppet busklandskap.